# Тулма
Тулма (рос. Тулма) — селище в Вельському районі Архангельської області Російської Федерації.
Населення становить 15 осіб. Входить до складу муніципального утворення Верхнешоношське муніципальне утворення.

## Історія
Від 1937 року належить до Архангельської області.
Від 2004 року належить до муніципального утворення Верхнешоношське муніципальне утворення.

## Населення
| 2002 | 2010 | 2012 | 2014 |
| ---- | ---- | ---- | ---- |
| 44   | ↘9   | ↗19  | ↘15  |